# Servivensa
Servivensa est une compagnie aérienne vénézuélienne, basée à l'aéroport international Maiquetía ~ Simón Bolívar de la capitale Caracas. Fondée en 1990, elle possède trois avions (727-100, 727-200, 737-200) qui effectuent des vols nationaux. La compagnie possédaient trois Douglas dont deux ont été victimes de crash et tuant respectivement toutes les personnes à bord : 9 personnes le 17 décembre 1994 et 25 personnes le 2 octobre 1998.

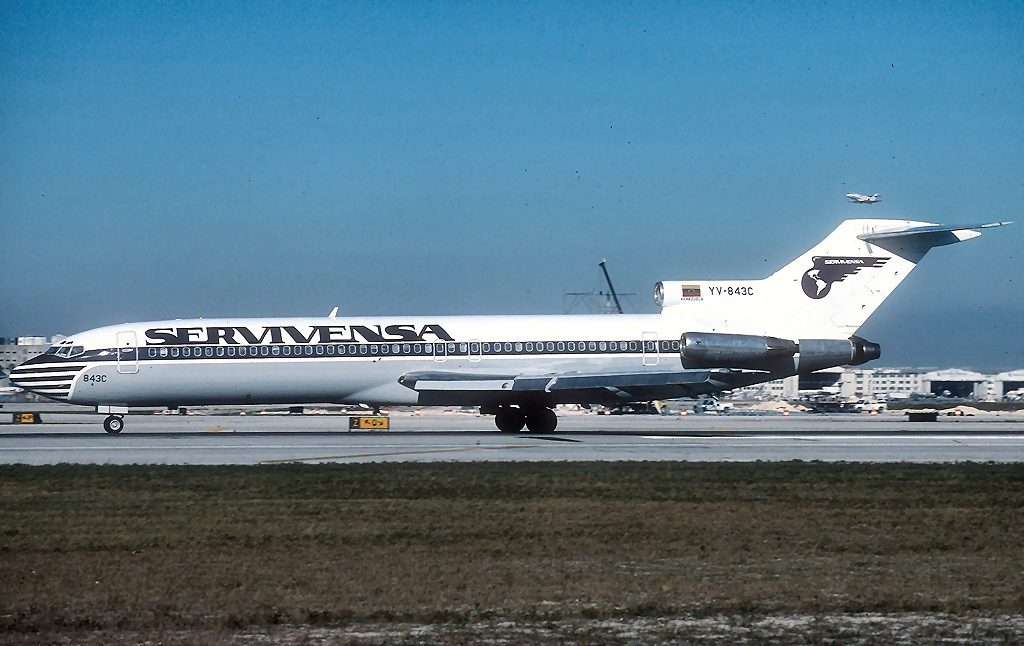
Un Boeing 727-200 Durand-1 de la compagnie Servivensa.

En mai 2003, la compagnie mère Avensa a annoncé la suspension temporaire des vols. À partir de 2012, la compagnie n'a pas repris ses opérations.

## Sources
- (en) Cet article est partiellement ou en totalité issu de l’article de Wikipédia en anglais intitulé « Servivensa » (voir la liste des auteurs).